# إي سونغ يول
إي سونغ يول، ((هانغل: 이성열; هانجا: 李成烈); وُلد في 27 أغسطس، 1991) يعرف بإسمه الفني سونغ يول، هو مغني و‌ممثل كوري جنوبي. وعضو في فرقة الفتيان الكورية الجنوبية  إنفينت تحت إدارة ووليم إنترتينمنت. وهو قائد الفرقة الفرعية إنفينت إف.

## السيرة
إي سونغ يول وُلد في يونغين، مقاطعة غيونغي في 27 أغسطس، 1991. سونغ يول تخرج من Daekyung University [الإنجليزية]. في طفولته كان اسم ولادته إي داي يول.

## فيلموغرافيا

### دراما تلفزيونية
| السنة | العنوان                   | الدور           | الشبكة    |
| ----- | ------------------------- | --------------- | --------- |
| 2009  | Good Job، Good Job        | Cameo           | MBC       |
| 2009  | Everybody Cha Cha Cha     | Cameo           | KBS1      |
| 2011  | While You Were Sleeping   | Yoon So-joon    | SBS       |
| 2013  | Adolescence medley        | Cameo           | KBS2      |
| 2013  | Please Remember، Princess | Gi-Yeok         | Web Drama |
| 2014  | Hi! School-Love On        | Hwang Sung-Yeol | KBS2      |
| 2015  | D-Day                     | Ahn Dae-Gil     | JTBC      |

### فيلم
| السنة | العنوان                                                 | الدور   |
| ----- | ------------------------------------------------------- | ------- |
| 2012  | INFINITE Concert Second Invasion Evolution The Movie 3D | Himself |
| 2014  | Grow: Infinite's Real Youth Life                        | Himself |

## روابط خارجية
- إي سونغ يول على موقع IMDb (الإنجليزية)
- إي سونغ يول على موقع ميوزك برينز (الإنجليزية)
- إي سونغ يول على موقع قاعدة بيانات الفيلم (الإنجليزية)